# 布霍沃
布霍沃是保加利亞的城鎮，位於該國西部，距離首都索菲亞21公里，由索菲亞州負責管轄，面積44.82平方公里，海拔高度771米，2010年人口2,994，居民主要信奉東正教。